# Erebia cetra
Erebia cetra är en fjärilsart som beskrevs av Hans Fruhstorfer 1909. Erebia cetra ingår i släktet Erebia och familjen praktfjärilar. Inga underarter finns listade i Catalogue of Life.